# Mattia de Paoli
Mattia de Paoli (Cellole, 16 dicembre 1770 – Cellole, 24 dicembre 1831) è stato un presbitero e scrittore italiano.

## Biografia
Figlio di Carlo e Lucrezia de Paoli venne ordinato sacerdote dal vescovo di Sessa Aurunca, Emanuele Pignone del Carretto, e fu titolare di benefici ecclesiastici, con il titolo di abate.
I suoi primi scritti furono un Incitamento al popolo sessano, scritto il 16 maggio del 1799 e pubblicato l'anno seguente, nel quale osteggia il tipo di governo voluto dai francesi, e Per l'immortale trionfo di S.M. regnante Ferdinando IV Borbone, il Tito delle Sicilie, già restituito felicemente al suo trono con la disfatta memorabile di tutt'i giacobineschi settarj, e di tutt'i nimici della S. fede cattolica, e dello stato, pubblicato a Napoli sempre nel 1799 e scritto dopo il 13 giugno, dove propone la parafrasi del salmo IX (in cui gli empi sono i giacobini rivoluzionari e atei e i poveri e i perseguitati il popolo e il re). Gli scritti sono legati alla proclamazione della Repubblica partenopea (24 gennaio 1799) e il conseguente esilio del re Ferdinando, rifugiatosi a Palermo.
Nel 1800 pubblicò ancora a Napoli Varie produzioni dell'abate Mattia de Paolo in occasione dell'immortale trionfo riportato da S. M. Ferdinando IV Borbone sugli aggressori francesi, e sull'infame giacobinica setta, che comprendeva le "Traduzioni de' salmi XX e LXXI in lirica toscana poesia", composte il 14 gennaio dello stesso anno, e l'"Incitamento al popolo sessano", scritto l'anno precedente. Il salmo XX venne scelto come "salmo reale di ringraziamento", per celebrare ancora il re Ferdinando.
Nel 1804 ancora a Napoli pubblicò La rivelazione difesa, contro alcuni più correnti, ed inutili tentativi del moderno filosofismo. Dissertazione dell'abate Mattia de Paolo da Cellole, dedicata a S. E. Rma. Giuseppe Carrano arcivescovo di Trajanopoli, confessore di S. M. Ferdinando IV Borbone re delle Sicilie, in cui il testo è preceduto da altre piccole composizioni di altri autori.
Venne arrestato come controrivoluzionario l'11 giugno del 1807 insieme al vescovo di Sessa Aurunca, Pietro de Felice, e venne condotto a Napoli e quindi esiliato a Montefiascone dal 25 luglio dello stesso anno. Ritornò dall'esilio il 29 marzo del 1810 e riprese la sua attività di parroco della chiesa di Santa Lucia a Cellole.
Durante il suo esilio a Montefiascone compose due sonetti: il primo fu scritto l'8 novembre del 1807 in occasione della prima messa solenne del frate cappuccino Apollonio di Siena, e venne dedicato a don Giovan Battista Licca, canonico della cattedrale di Montefiascone e vicario generale del cardinale Giovanni Siffredo Maury arcivescovo di Montefiascone e Corneto.
Il secondo sonetto invece fu composto il 26 agosto del 1808, giorno della festa della Madonna del Rifugio detta della Fornace, venerata dalla confraternita della Misericordia. Nella firma l'abate ricorda di essere membro dell'Accademia dell'Arcadia di Roma, con il nome di Fileno Delpusiano, e dell'Accademia degli Apatisti di Firenze.
Il 15 settembre del 1811 venne chiamato a predicare nella chiesa dell'Annunziata di Sessa Aurunca e compose il Panegirico sopra la passione di Maria Vergine a pie' della croce recitato dal parroco Mattia de Paoli nella chiesa di A. G. P. della città di Sessa nel dì 15. Settembre 1811, stampato nello stesso anno a Napoli.
Il 3 agosto del 1814 compose un Elogio funebre dell'illustrissimo sig. Giuseppe Saraceni pronunciato nella chiesa cattedrale di Carinola il dì 3 agosto 1814, dal parroco di Cellole Mattia de Paoli in occasione del trigesimo della morte e stampata a Napoli dalla famiglia del defunto.
Scrisse inoltre un poema eroicomico, Il congresso delle rane, rimasto come manoscritto in due canti, risalente probabilmente al 1825, che ripropone in forma satirica la disputa tra i comuni di Sessa Aurunca e di Roccamonfina per la gestione dell'acquedotto.
Un'altra sua opera, datata forse al 1830, di cui si riferisce che fosse conservata nell'archivio della curia (Osservazioni critiche di Mattia de Paoli), venne citata in uno scritto del vescovo Diamare.
Fu inoltre professore di eloquenza e di lingua greca nel seminario vescovile di Sessa e cappellano del quarto Reggimento fanteria provinciale di Terra di Lavoro".

### Titoli accademici
- "Fra gli accademici sinceri laureati dell'Arcadia reale" con il nome di Ippoloco Pritaneo
- "Accademico sincero laureato della Reale Arcadia sebezia"
- "Pastore arcade tiberino" col nome di Fileno Delpusiano
- "Accademico Apatista fiorentino"
- "Socio corrispondente dell'Accademia di scienze ed arti di Viterbo"
- "Accademico votante de' Rozzi di Siena" col nome di Timante Delfico, di Pisa